# 프레데리쿠 샤베스 게지스
프레데리쿠 샤베스 게지스(포르투갈어: Frederico Chaves Guedes, 1983년 10월 3일 ~ )는 프레드(포르투갈어: Fred)라는 이름으로 알려져 있는 브라질의 전 축구 선수이다.

## 국가대표팀

### 2006 독일 월드컵
프레드는 지난 2006년 파헤이라 감독의 부름을 받고 첫 월드컵에 출전했다. 그는 크로아티아와의 첫 경기에서는 벤치에 있었으나, 오스트레일리아와의 2차전에서 후반 막바지에 아드리아누와 교체로 투입됐다. 그는 교체로 나간지 약 3분만에 골대를 맞고 나온 호비뉴의 슛을 가볍게 밀어넣어 추가골을 넣었다. 그러나 이후, 다른 공격진들에게 밀리면서 프랑스와의 8강전까지 벤치에 있었다.

### 2013 FIFA 컨페더레이션스컵
프레드는 스콜라리 감독의 부름을 받고, 그 대회의 주전 선수로 활약했다. 그는 총 5골로 실버슈를 수상했는데, 이탈리아와의 조별 예선 경기에서 2골, 우루과이와의 준결승전에서 1골, 스페인과의 결승전에서 2골을 뽑아내며 팀의 3-0 대승을 이끌었고, 브라질은 FIFA 컨페더레이션스컵 3연패를 이어갔다.

### 2014 브라질 월드컵
프레드는 2014 브라질 월드컵에서도 스콜라리 감독의 부름을 받고, 대회 주전 공격수로 기용되었다. 개막전인 크로아티아전 1-1 상황에서 시뮬레이션 액션으로 PK를 얻어내 브라질의 3-1 역전승에 일조하였지만, 조별예선 카메룬전에서 1골을 기록한 것을 제외하면, 브라질 대표팀 최전방 공격수로서의 본분을 다하지 못했다. 결국 그의 부진은 준결승전 독일과의 경기에서 극에 달해, 브라질이 독일에 역사적인 1-7 대패(일명 미네이랑의 비극)를 당한 것은 물론 후반전에서 브라질이 6번째 실점을 당한 시점에 윌리앙으로 교체당하는 수모를 겪었고, 3.4위전에서는 조가 선발출전하며, 프레드는 벤치를 지켰다. 결국 그는 이 대회 종료 후, 2014년 7월 14일 국가대표팀에서 불명예스럽게 은퇴하고 만다.

## 수상
브라질
- 코파 아메리카 : 우승 (2007)
- FIFA 컨페더레이션스컵 : 우승 (2013)
- FIFA 월드컵 : 4위 (2014)

개인
- FIFA 컨페더레이션스컵 실버슈 : 2013
- FIFA 컨페더레이션스컵 베스트 11 : 2013